# Tarmo Tamm
Tarmo Tamm, né le 3 décembre 1953, est un homme politique estonien, membre du Parti du centre (EK). Il est ministre des Affaires rurales du 12 décembre 2016 au 29 avril 2019.